# Vân Hồ (xã)
Vân Hồ là xã huyện lỵ của huyện Vân Hồ, tỉnh Sơn La, Việt Nam.

## Địa lý
Xã Vân Hồ nằm ở trung tâm huyện Vân Hồ, có vị trí địa lý:
- Phía đông giáp xã Chiềng Khoa và xã Lóng Luông
- Phía tây và phía bắc giáp huyện Mộc Châu
- Phía nam giáp xã Xuân Nha.

Xã Vân Hồ có diện tích 76,41 km², dân số năm 2020 là 10.241 người, mật độ dân số đạt 134 người/km².

## Hành chính
Xã Vân Hồ được chia thành 12 bản: Hang Trùng 1, Hang Trùng 2, Suối Lìn, Pa Chè, Hua Tạt, Bó Nhàng 1, Bó Nhàng 2, Pa Cốp, Chiềng Đi 1, Chiềng Đi 2, Thung Cuông, Chua Tai và 2 tiểu khu: Sao Đỏ 1, Sao Đỏ 2.

## Lịch sử
Trước đây, Vân Hồ là một xã thuộc huyện Mộc Châu.
Ngày 11 tháng 1 năm 1986, Hội đồng Bộ trưởng ban hành Quyết định số 4-HĐBT về việc thành lập xã Vân Hồ có diện tích tự nhiên 7.999 hécta với 2.190 nhân khẩu của xã Lóng Luông.
Ngày 10 tháng 6 năm 2013, Chính phủ ban hành Nghị quyết 72/NQ-CP. Theo đó, chuyển xã Vân Hồ thuộc huyện Mộc Châu về huyện Vân Hồ mới thành lập quản lý.